# 1H-硼杂环庚三烯
1H-硼杂环庚三烯是一种含硼的杂环有机物，是环庚三烯的一个亚甲基碳被硼取代的产物，其化学式为C6H7B。1H-硼杂环庚三烯的衍生物由于具有特定的光学性质，可用于有机发光二极管、有机场效应晶体管或光伏电池。
它可由B-氯代硼杂环庚三烯和三丁基氢化锡的反应生成，但它对水、氧以及热都不稳定，因此无法分离。